# Лазаревка (Тернопольская область)
Лазаревка (укр. Лазарівка) — село в Монастырисской городской общине Чортковского района Тернопольской области Украины.
До 2020 года входило в Монастырисский район.
Население по переписи 2001 года составляло 502 человека. Почтовый индекс — 48340. Телефонный код — 3555.